# دوين ستيل
دوين ستيل هو مغني وكاتب أغاني كندي، ولد في القرن العشرين.

## وصلات خارجية
- الموقع الرسمي
- دوين ستيل على موقع ميوزك برينز (الإنجليزية)